# Bowen-Apollo (cráter)

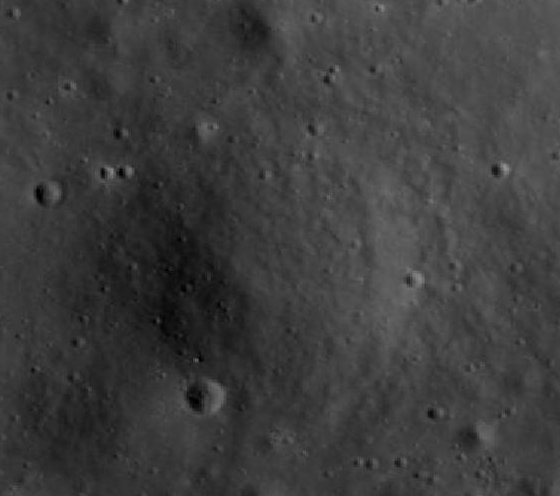
Imagen LRO

Bowen-Apollo es un diminuto cráter lunar situado en el valle Taurus-Littrow. Los astronautas Eugene Cernan y Harrison Schmitt recorrieron el borde norte de Brontë a bordo de su rover durante la misión Apolo 17 en 1972. Durante la misión se refirieron a él simplemente como Bowen. Está ubicado justo al este de la Estación de Geología 8.
Al suroeste de Bowen se hallan Cochise, Van Serg y Shakespeare. Al oeste aparece Henry.
El cráter fue nombrado por los astronautas después del geólogo Norman L. Bowen, creador de Series de Bowen.

## Referencias

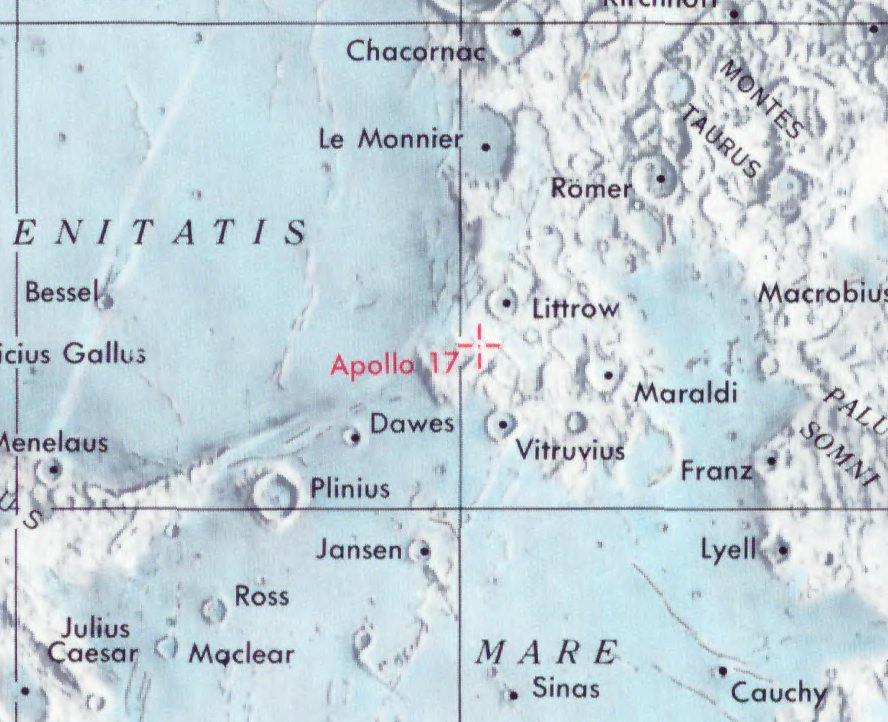
Localización del lugar de aterrizaje del Apolo 17

## Denominación
El cráter fue nombrado por los astronautas en referencia al geólogo Norman L. Bowen, creador de las series de Bowen. La denominación tiene su origen en los topónimos utilizados en la hoja a escala 1/50.000 del Lunar Topophotomap con la referencia "43D1S1 Apollo 17 Landing Area".